# Katinovác
Katinovác (horvátul: Katinovac) falu Horvátországban, Sziszek-Monoszló megyében. Közigazgatásilag Topuszkához tartozik.

## Fekvése
Sziszektől légvonalban 44, közúton 62 km-re délnyugatra, községközpontjától légvonalban 7, közúton 12 km-re délnyugatra, az úgynevezett Báni-végvidéken, a Petrova gora és a Zrinyi-hegység között, a Glina folyó völgyében fekszik.

## Története
A Glina–folyó völgye a régészeti leletek tanúsága szerint már a kőkorszakban benépesült. A Glina középső folyásánál fekvő Hrvatsko Selo területén a késő rézkorban és a korai bronzkorban, az i. e. 4. és 2. évezred között virágzott vučedoli kultúra nyomaira bukkantak. A római uralom előtt illír törzsek lakták a területét. A római korban a falutól északra Topuszka vidékén feküdt Ad Fines városa, melynek helyén ókori falakra, pénzérmékre, urnákra, sírkőlapokra és főként borostyánból készített ékszerekre bukkantak. A 4. és 5. században a gótok és a longobárdok, a 6. században az avarok és a szlávok, a 9. század elején a frankok foglalták el ezt a területet. A magyarok a 10. században érkeztek meg ebbe a térségbe. 1097-ben a településtől  nyugatra fekvő Petrova gora hegységben vívott csatában győzte le Könyves Kálmán serege Svačić Pétert az utolsó horvát királyt. A hagyomány szerint környező hegység neve is az ő emlékét őrzi. Ezután területe a magyar-horvát királyok uralma alatt volt. A 13. század elején a közeli Topuszkán II. András magyar király cisztercita apátságot alapított.
A 16. században ezt a vidéket is egyre többször érték török támadások, majd 1556-ban az Oszmán Birodalom több évszázadra megszállta a területét. A karlócai békével ez a terület is felszabadult a török megszállás alól, majd a Katonai határőrvidék része lett. A 17. század végétől a hódoltsági területekről nagy számú szerb lakosság érkezett és telepedett le itt végleg. A katonai közigazgatás 1881-ig tartott. Ezután Zágráb vármegye Vrginmosti járásának része volt. A településnek 1857-ben 425, 1910-ben 870 lakosa volt. 1918-ban a Szerb-Horvát-Szlovén Királyság, majd 1929-ben Jugoszlávia része lett. A lakosság többsége szerb nemzetiségű volt jelentősebb bosnyák kisebbséggel. 
1941 és 1945 között a falu a Független Horvát Állam része volt. A szerb lakosságból sokan csatlakoztak a partizán egységekhez. A háború négy éve alatt a harcokban és a megtorlások során 412 katinováci lakos esett el, illetve esett áldozatul. A háború összes halálos áldozatainak száma pedig 485 volt. A település gyásznapja 1942. április 10-e volt amikor a faluba bevonuló usztasa erők a falu otthon talált összes lakosát kivégezték, sokukra saját házukat gyújtották rá. A mészárlásnak a szomszédos Topuszkaófalu lakosaiból több, a korábbi megtorlások elől ide menekült is áldozatul esett. A délszláv háború idején 1991-ben a település lakossága a szerb erőket támogatta. A horvát hadsereg a Vihar hadművelet keretében 1995. augusztus 7-én foglalta el települést. A szerb lakosság legnagyobb része elmenekült és csak kevesen tértek vissza. A háború után elkezdődött az újjáépítés, az élet úgy-ahogy normalizálódott. Az településnek 2011-ben 90 lakosa volt.

## Lakosság
| Lakosság változása | Lakosság változása | Lakosság változása | Lakosság változása | Lakosság változása | Lakosság változása | Lakosság változása | Lakosság változása | Lakosság változása | Lakosság változása | Lakosság változása | Lakosság változása | Lakosság változása | Lakosság változása | Lakosság változása | Lakosság változása |
| ------------------ | ------------------ | ------------------ | ------------------ | ------------------ | ------------------ | ------------------ | ------------------ | ------------------ | ------------------ | ------------------ | ------------------ | ------------------ | ------------------ | ------------------ | ------------------ |
| 1857               | 1869               | 1880               | 1890               | 1900               | 1910               | 1921               | 1931               | 1948               | 1953               | 1961               | 1971               | 1981               | 1991               | 2001               | 2011               |
| 425                | 726                | 779                | 825                | 880                | 870                | 905                | 979                | 582                | 600                | 631                | 547                | 451                | 349                | 114                | 90                 |

## Nevezetességei
- Vízimalom a Glina-folyón.
- A Glina-folyó festői völgye Topuszka és Katinovác között.